# Праздники Болгарии
Официальные праздники в Болгарии определяются Трудовым кодексом Болгарии — Статья 154. Совет министров Болгарии также может объявить любой другой день официальным праздником.
C 2017 года при совпадении выходного и нерабочего праздничного дней выходной день переносится на следующий после праздничного рабочий день, за исключением Пасхи.
| Дата                  | Официальное название                                   | Описание                              |
| --------------------- | ------------------------------------------------------ | ------------------------------------- |
| 1 января              | Новый год, Сурваки                                     |                                       |
| 3 марта               | День освобождения Болгарии от османского ига           | Национальный праздник                 |
| 1 мая                 | День труда и международной солидарности трудящихся     |                                       |
| 6 мая                 | День храбрости и болгарской армии                      |                                       |
| 24 мая                | Праздник болгарской культуры и славянской письменности |                                       |
| 6 сентября            | День объединения Болгарии                              |                                       |
| 22 сентября           | День независимости Болгарии                            |                                       |
| 1 ноября              | День народных будителей                                | Не учебный для всех учебных заведений |
| 24 декабря            | Сочельник                                              |                                       |
| 25 и 26 декабря       | Рождество Христово                                     |                                       |
| пятница — понедельник | Пасха                                                  | Дата каждый раз меняется              |